# Boichi
Boichi es un seudónimo utilizado por Mujik Park, un artista de manga y manhwa de Corea del Sur que vive en Japón.

## Biografía
Con la intención de ser un artista de manga en su infancia, se especializó en física en la universidad como preparación para dibujar obras de ciencia ficción, y también para aprender la tecnología del rendimiento y la imagen, pasó a la escuela de posgrado para especializarse en tecnología de imagen.
 En 1993, cuando todavía estaba inscrito, debutó en una revista coreana shoujo manga. Desde entonces, ganó popularidad lanzando una serie de trabajos y publicando libros sobre cómo dibujar manga dirigidos a una amplia gama de lectores.
En 2004 entró en el mundo del manga japonés. Su "Ultimate Space Emperor Caesar", serializado en Monthly "Comic Gum", fue su primer tankōbon en Japón.
En 2005, 9 de los 11 hentai one-shot de Boichi serializados en Comic Aun se reunieron bajo el volumen titulado "Lover in Winter".
En 2006, lanzó dos de ciencia ficción one-shot, "Hotel" y "Present" que, en 2008, se compilaron en un volumen titulado Hotel junto con los otros one-shots: "It was all for the tuna", "Stephanos" y "Diadem".
2006 es el año del primer manga serializado de Boichi: "Sun Ken Rock" en la revista quincenal Young King. Este manga también contará con una historia paralela basada en Yumin en 2011 y una basada en Pickaxe en 2012. 2012 también verá la serialización de "I want to feed Yumin", otro spin-off de Sun Ken Rock basado en Yumin y serializado en "Monthly Young King".
Boichi también trabajó en un manga de 5 volúmenes titulado Raqiya y escrito por Masao Yajima, donde estuvo a cargo del arte y publicado en 2009. También realizó el arte de brutalidad one-shot por Takeda Yuusuke en 2007.
En 2011, comenzó la serialización de otro manga titulado "H.E the hunt for energy" en una nueva revista mensual: Jump X. En este año, ganó el premio Gran Guinigi por "It was all for the Tuna".
Desde el 2017 es el artista principal del manga Dr. Stone.
Para expresar su sentimiento hacia Vietnam y disculparse por la acción de Corea durante la guerra, las regalías del volumen 2 de Sun Ken Rock fueron donadas a la organización humanitaria "Child of Viet Nam". Pidió a los artistas del manga coreanos que contribuyeran a la creación de una página de apoyo para Japón en relación con el gran terremoto de 2011 y que entregara las regalías del procedimiento a la Cruz Roja. También donó el dinero que planeaba usar para comprar un automóvil nuevo para ayudar a las víctimas del tsunami.

## Trabajos japoneses
- Lovers In Winter
- No means No
- Personal lesson full of love
- Brutality (arte)
- Raqiya (arte)
- Hotel
- Present
- It was all for the tuna
- Stephanos
- Diadem
- Space Chef Caisar
- Sun-Ken Rock
- Sun-Ken Rock Gaiden – Yumin
- Sun-Ken Rock Gaiden – Pickaxe
- I want to feed Yumin
- Eques (script only)
- H · E The Hunt for Energy
- Trigun: The Lost Plant
- Wallman
- The Space Between
- Anti-magma
- Terra Formars Gaiden: Asimov
- Origin
- Dr. Stone (arte)
- H.E:The Hunt for Energy

## Trabajos coreanos
- T.R.Y (Take off Rush Youth)
- Feeling
- TOON
- The constitution of Korea first amendment
- Param in the sky and the stars
- Black & White
- Metatron Diablo
- Hocus matsogeum
- Do not believe the movie
- Hotel: since A.D. 2079

## Premios
- Gran Guinigi 2011 - Mejor relato corto para It was all for the Tuna, en "Hotel" (Panini Comics)